# Citheronia phoronea
Citheronia phoronea är en fjärilsart som beskrevs av Pieter Cramer 1779. Citheronia phoronea ingår i släktet Citheronia och familjen påfågelsspinnare. Inga underarter finns listade i Catalogue of Life.

## Bildgalleri

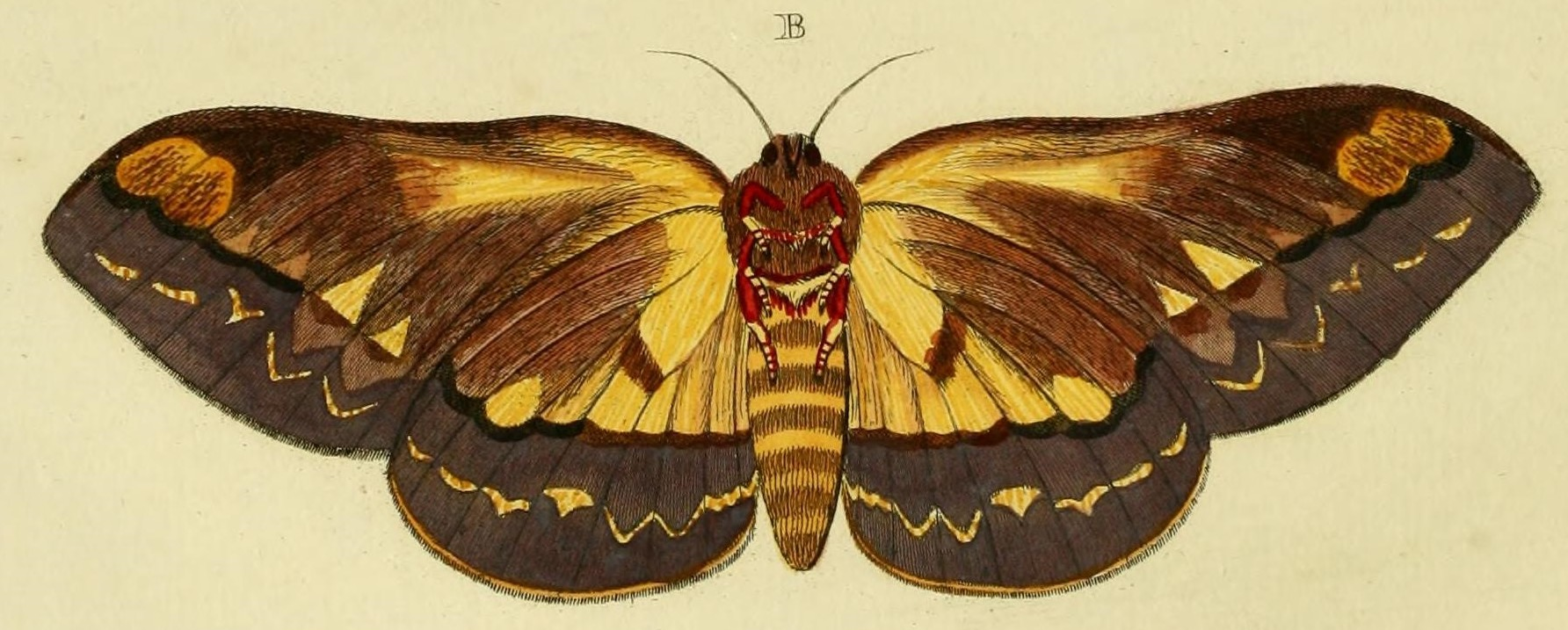
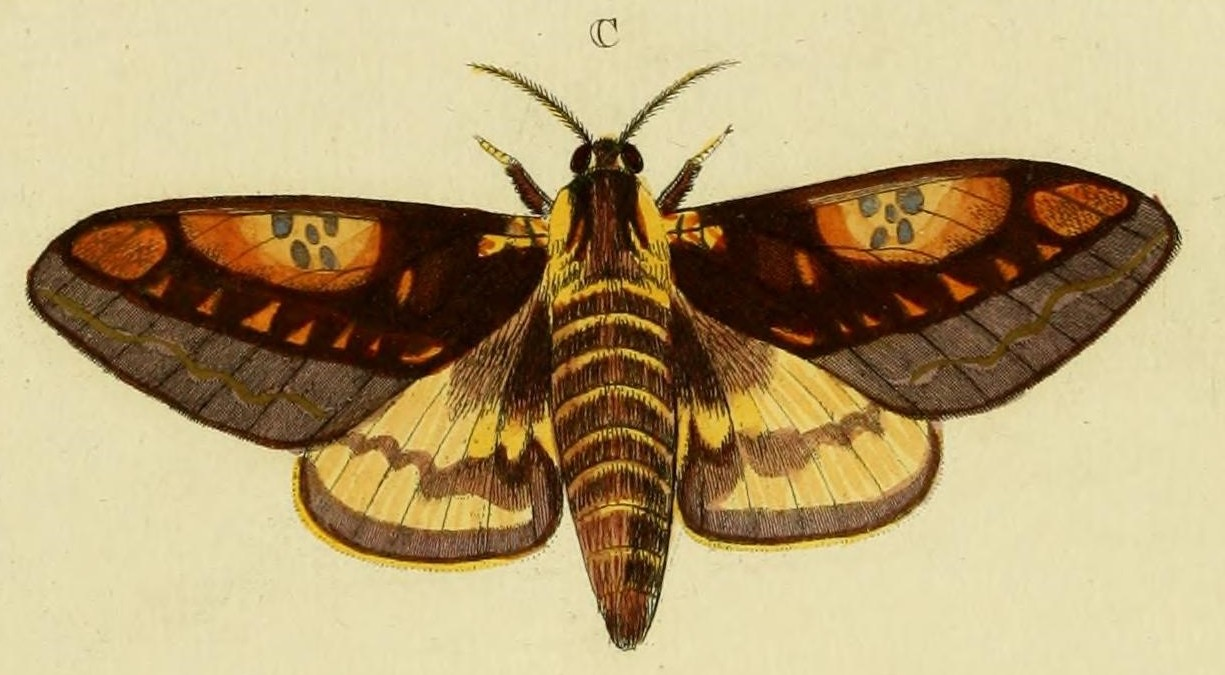
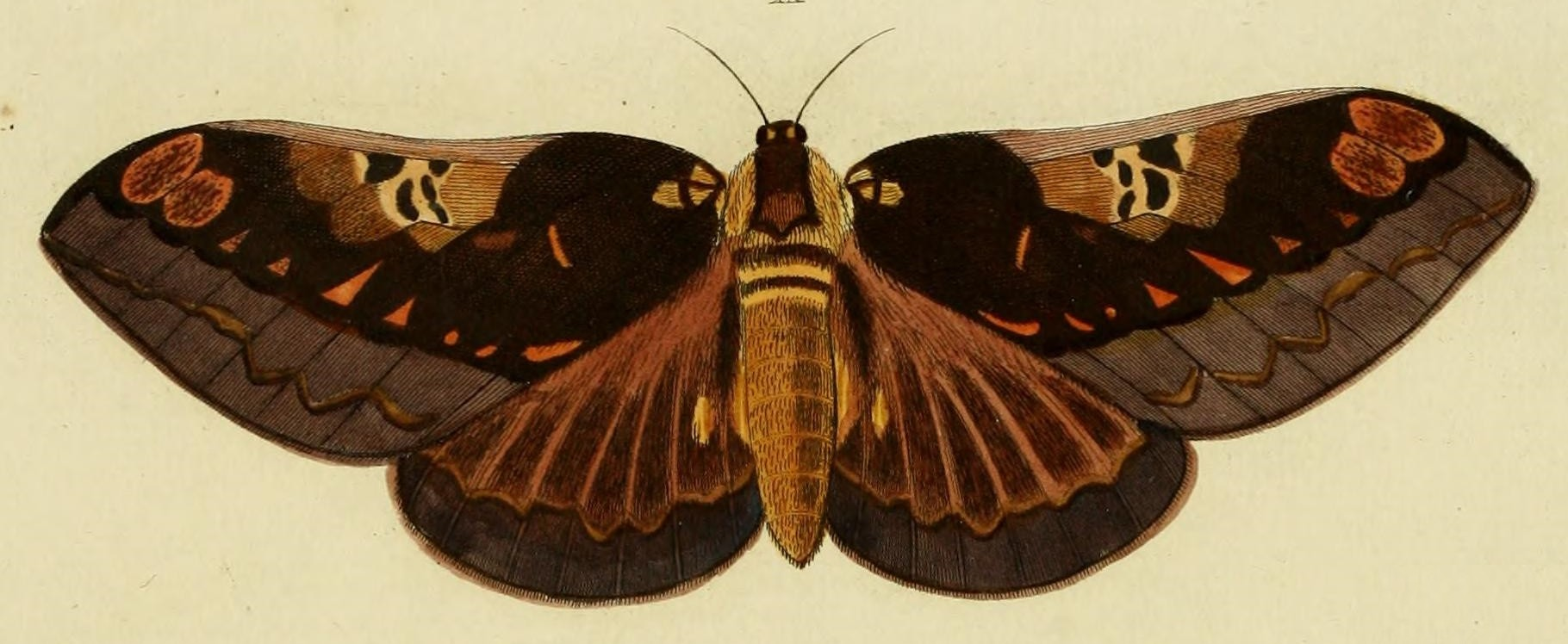
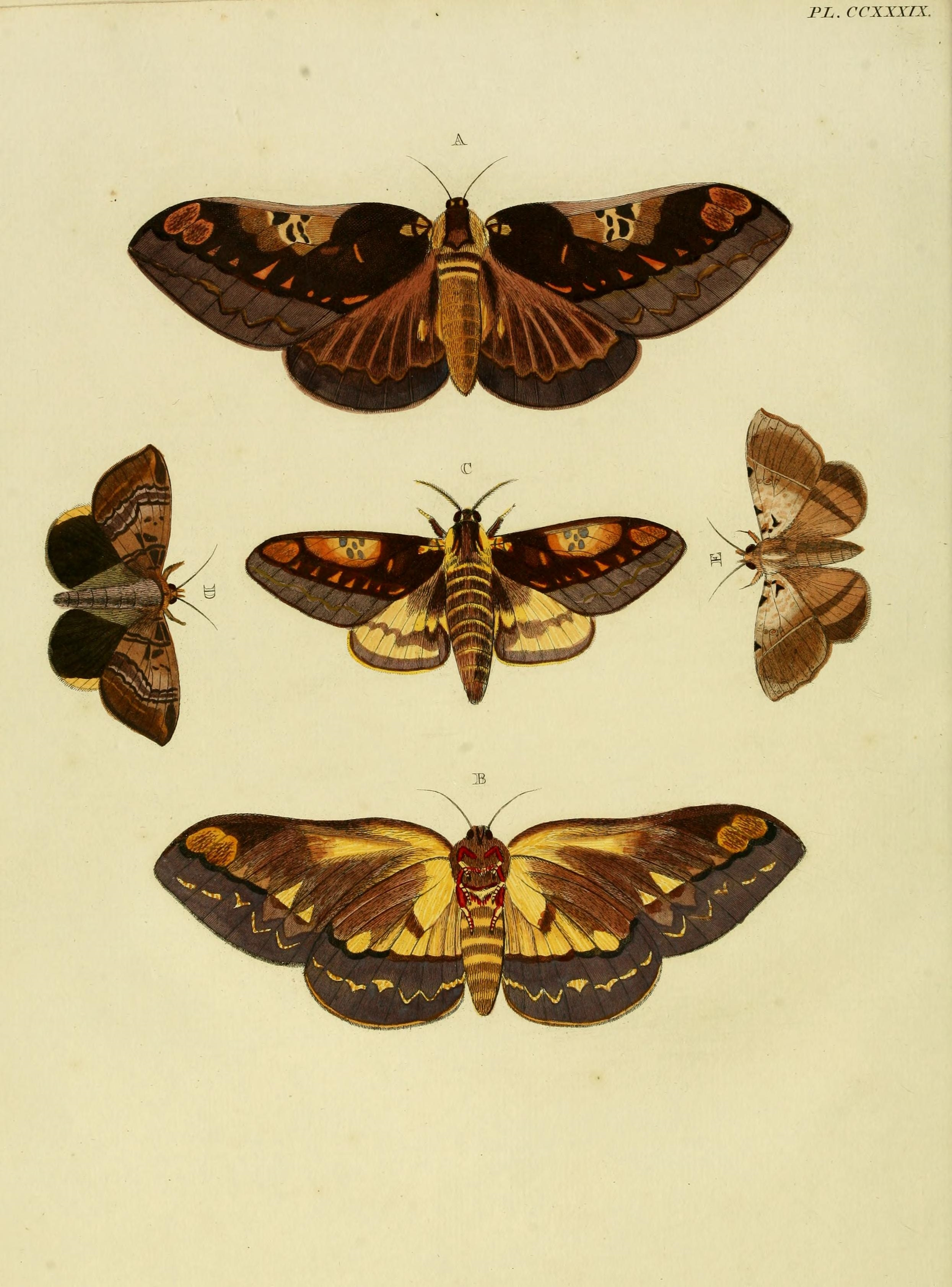